# Kamloops Indian Residential School
Kamloops Indian Residential School – szkoła z internatem zlokalizowana w Kamloops w (Kolumbia Brytyjska, Kanada), działająca w latach 1890–1978. Wchodziła w skład kanadyjskiego systemu szkół rezydencyjnych dla dzieci rdzennych mieszkańców, w latach 1950. będąc największą placówką z 500 uczniami.
Szkoła w latach 1890-1969 prowadzona była przez kanadyjski kościół katolicki, po czym została przejęta przez władze państwowe i od 1969 do zamknięcia w 1978 funkcjonowała jako szkoła dziennego pobytu. Budynek istnieje współcześnie.
W maju 2021 pojawiły się doniesienia prasowe, że za pomocą georadaru odkryto szczątki 215 dzieci pochowanych w anonimowych grobach.
W styczniu 2022 profesor historii Jacques Rouillard z Uniwersytetu Montrealskiego opublikował artykuł, w którym relacjonował dotychczasowe wielomiesięczne poszukiwania, na które rząd Kanady przeznaczył 27 milionów dolarów. Do daty publikacji, czyli 11 stycznia 2022 roku nie znaleziono jednak ani jednego ciała.